# Luis IV del Sacro Imperio Romano Germánico
Luis IV (también conocido como Ludovico IV, en alemán: Ludwig; 1 de abril de 1282-11 de octubre de 1347), llamado el Bávaro, de la dinastía Wittelsbach, fue rey de romanos desde 1314, rey de Italia desde 1327, y Emperador del Sacro Imperio desde 1328.

## Vida
Era hijo de Luis II, duque de Baviera y de Matilde de Habsburgo, hija de Rodolfo I. Fue duque de Baviera desde 1294 hasta 1301 (hasta 1329 junto con su hermano Rodolfo I, conde del Palatinado).
En 1314 fue designado rey de Alemania frente a Federico de Habsburgo con el que se disputó la corona hasta que Luis logró derrotarlo en la Batalla de Mühldorf (1322). Tras su derrota, Federico renunció al trono.
Fue conde de Henao, conde de Holanda, conde de Zelanda y de Frisia en 1345, cuando su esposa Margarita II de Henao heredó esos dominios.
Luis IV de Baviera trató de ejercer influencia, ya como emperador, sobre territorio italiano, dando lugar a un violento enfrentamiento con el papa Juan XXII que llegó a excomulgarle y acusarle de brujería. Luis, por su parte, declaró depuesto al papa. Se hizo coronar emperador sin la presencia de Juan XXII en el año 1328 y logró la elección del antipapa Nicolás V. A pesar de ello, no pudo alcanzar sus objetivos frente al papado, como tampoco otras metas territoriales que le enfrentaron con parte de la nobleza germana.
En 1346 tuvo que hacer frente a la elección de Carlos IV como monarca alemán, pero no llegaron a tener un enfrentamiento armado porque Luis IV falleció accidentalmente el 11 de octubre de 1347 tras sufrir un golpe en el transcurso de una cacería de osos.
Acogió en su corte a Marsilio de Padua, Guillermo de Ockham y Miguel de Cesena, grandes críticos de la Iglesia del momento y, sobre todo, del papado.

### Matrimonios y descendencia
Se casó con Beatriz de Silesia el 14 de octubre de 1308. Luis y Beatriz tuvieron seis hijos, tres de ellos vivieron hasta la edad adulta:
1. Matilde (después de 21 de junio de 1313 - 2 de julio de 1346, Meissen), casada en Núremberg el 1 de julio de 1329 con Federico II de Meissen.
2. Un niño (septiembre 1314 -. D 1314?).
3. Luis V (1315-1361), duque de Alta Baviera, Margrave de Brandeburgo, conde de Tirol.
4. Ana (c. 1316 - 29 de enero de 1319, Kastl).
5. Inés (c. 1318 -. D 1318?).
6. Esteban II (1319-1375), duque de Baja Baviera.

Se casó en segundas nupcias, el 25 de febrero de 1324 con Margarita II de Henao. Tuvieron diez hijos:
1. Margarita (1325 † 1374), casada en 1351 con Esteban de Hungría († 1354), duque de Eslavonia, y después hacia 1357 casó con Gerlach de Hohenlohe.
2. Ana (1326 † 1361), casada con Juan de Wittelsbach (1329 † 1340), duque de Baja Baviera.
3. Isabel de Baviera (1329-1402), casada 1350 con Cangrande della Scala (1332 † 1359), señor de Verona, y después, en 1362, se casó con  Ulrico IV de Wurtemberg (1342 † 1388), hijo del conde de Wurtemberg.
4. Luis VI el Romano (1330 † 1365), duque de Alta Baviera y margrave de Brandeburgo.
5. Guillermo (1330 † 1388), duque de Baviera-Straubing, conde de Henao, de Holanda y de Zelanda.
6. Alberto I (1336 † 1404), duque de Baviera-Straubing, conde de Henao, de Holanda y de Zelanda.
7. Otón V de Baviera (1341 † 1379), duque de Alta Baviera y margrave de Brandeburgo.
8. Beatriz de Baviera (1344 † 1359), casada con Erico XII de Suecia (1339 † 1359), rey de Suecia.
9. Inés (1345 † 1352).
10. Luis (1347 † 1348).

## Construcciones
Fortificó, entre 1326 y 1327, con una torre del homenaje pentagonal el castillo de Pfalzgrafenstein (también conocido como "el Pfalz") sobre el islote rocoso Falkenau en medio del Rin, frente a la villa de Kaub (actual Alemania). 